# Le Val-de-Gouhenans
 Le Val-de-Gouhenans  es una población y comuna francesa, situada en la región de Franco Condado, departamento de Alto Saona, en el distrito de Lure y cantón de Lure-Sud.

## Demografía
| 34 | 38 | 28 | 25 | 29 | 35 | 63 |
| Para los censos de 1962 a 1999 la población legal corresponde a la población sin duplicidades (Fuente: INSEE [Consultar]) |    |    |    |    |    |    |